# Cycnoches haagii
Cycnoches haagii är en orkidéart som beskrevs av João Barbosa Rodrigues. Cycnoches haagii ingår i släktet Cycnoches, och familjen orkidéer. Inga underarter finns listade i Catalogue of Life.

## Bildgalleri

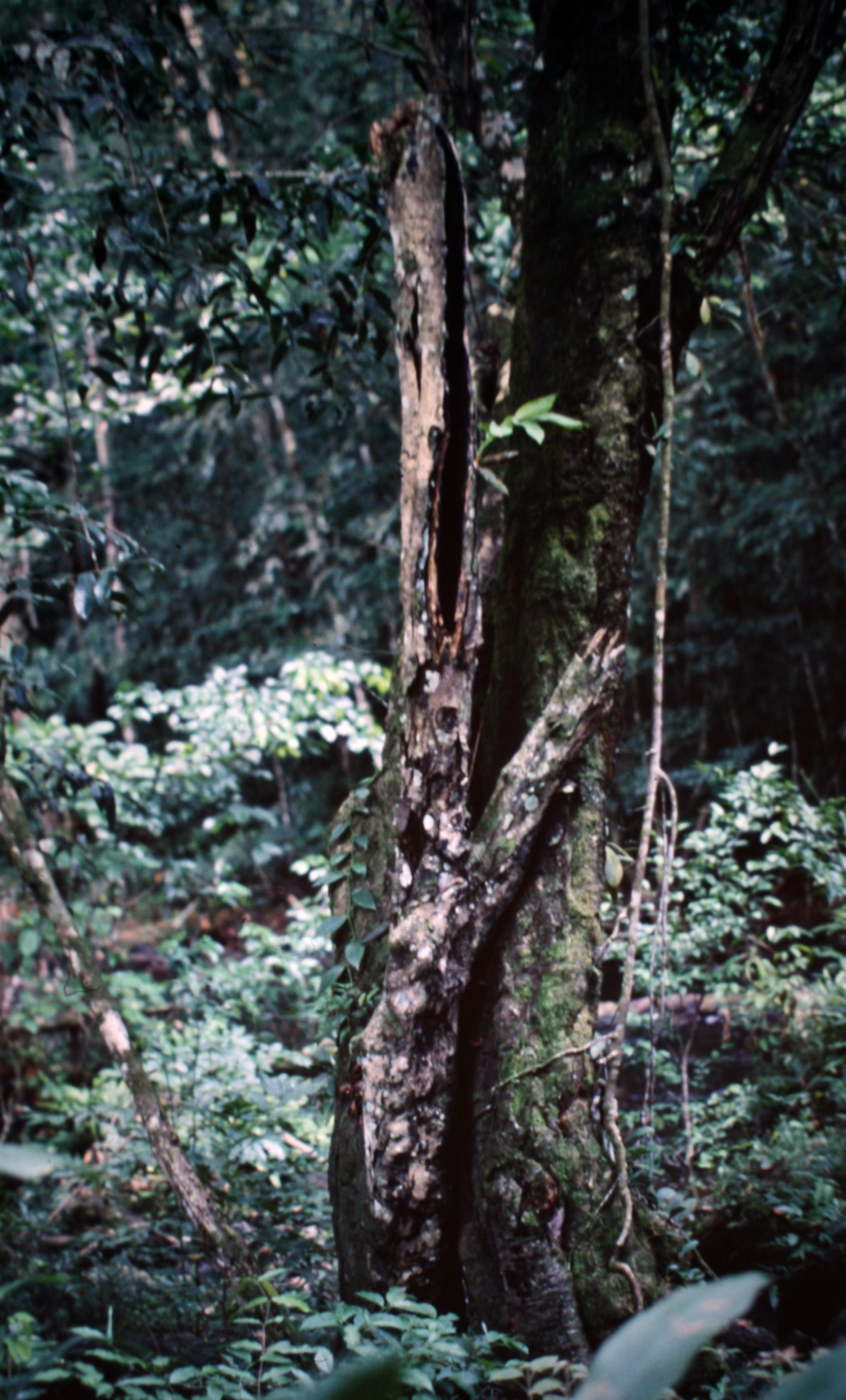
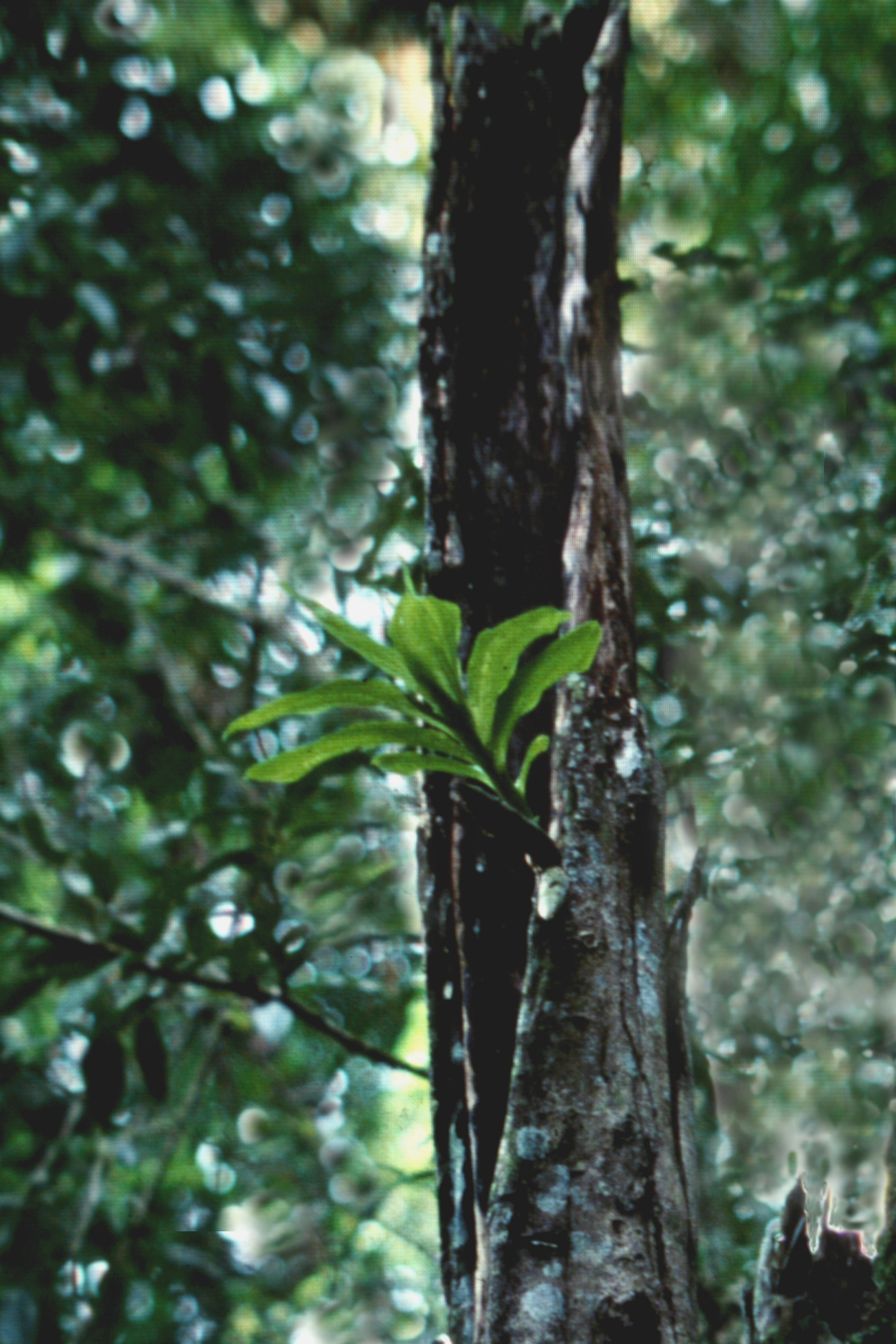
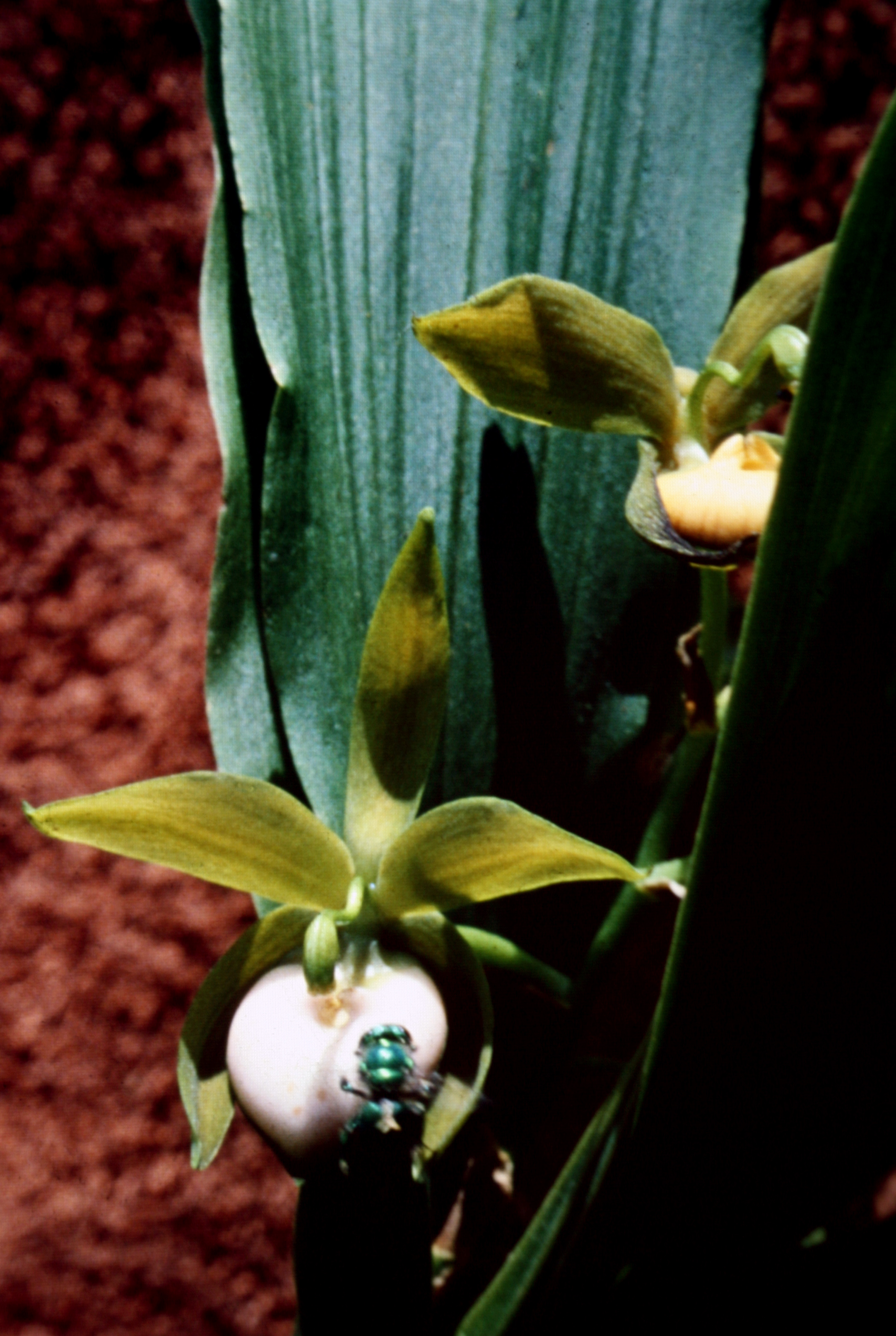
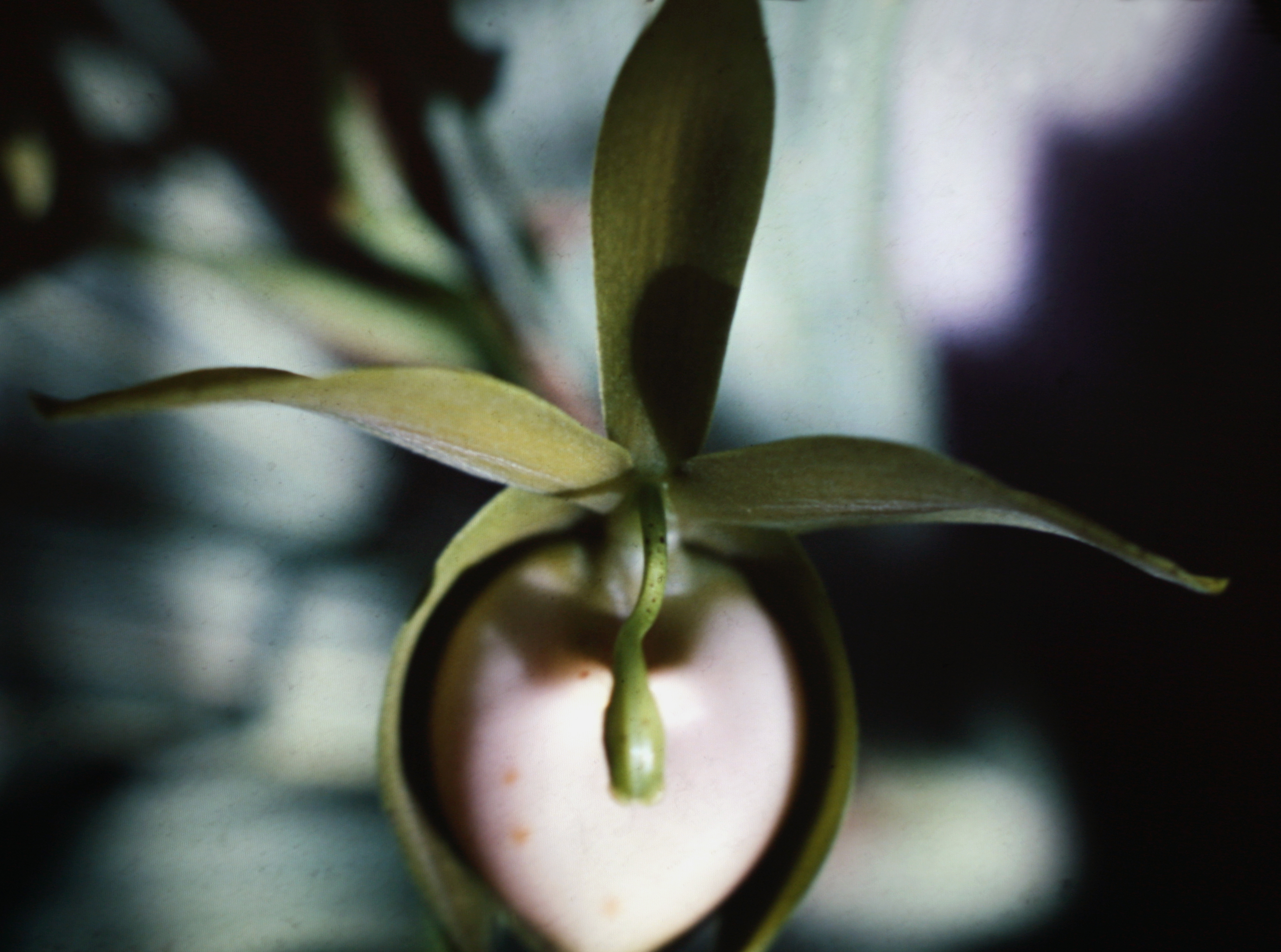
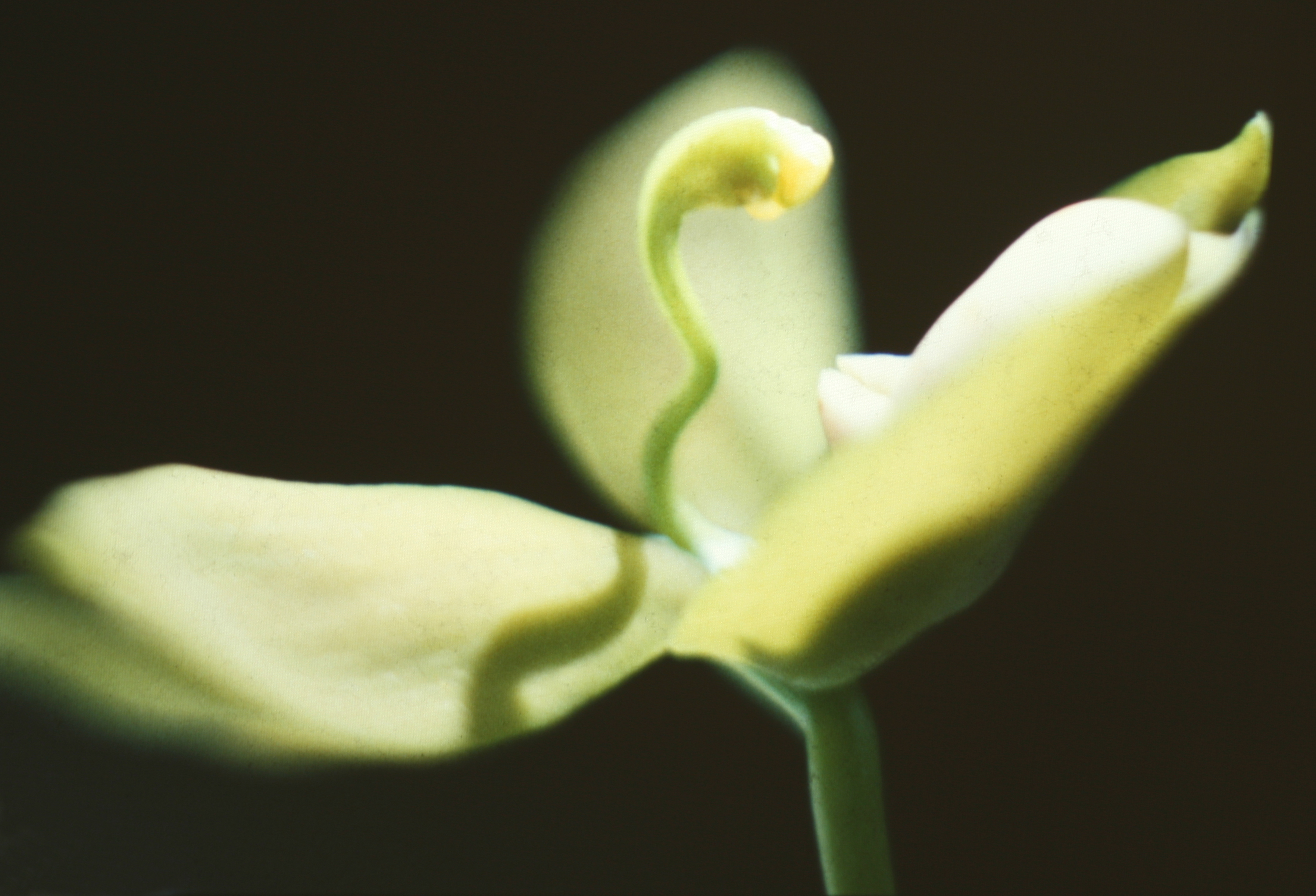
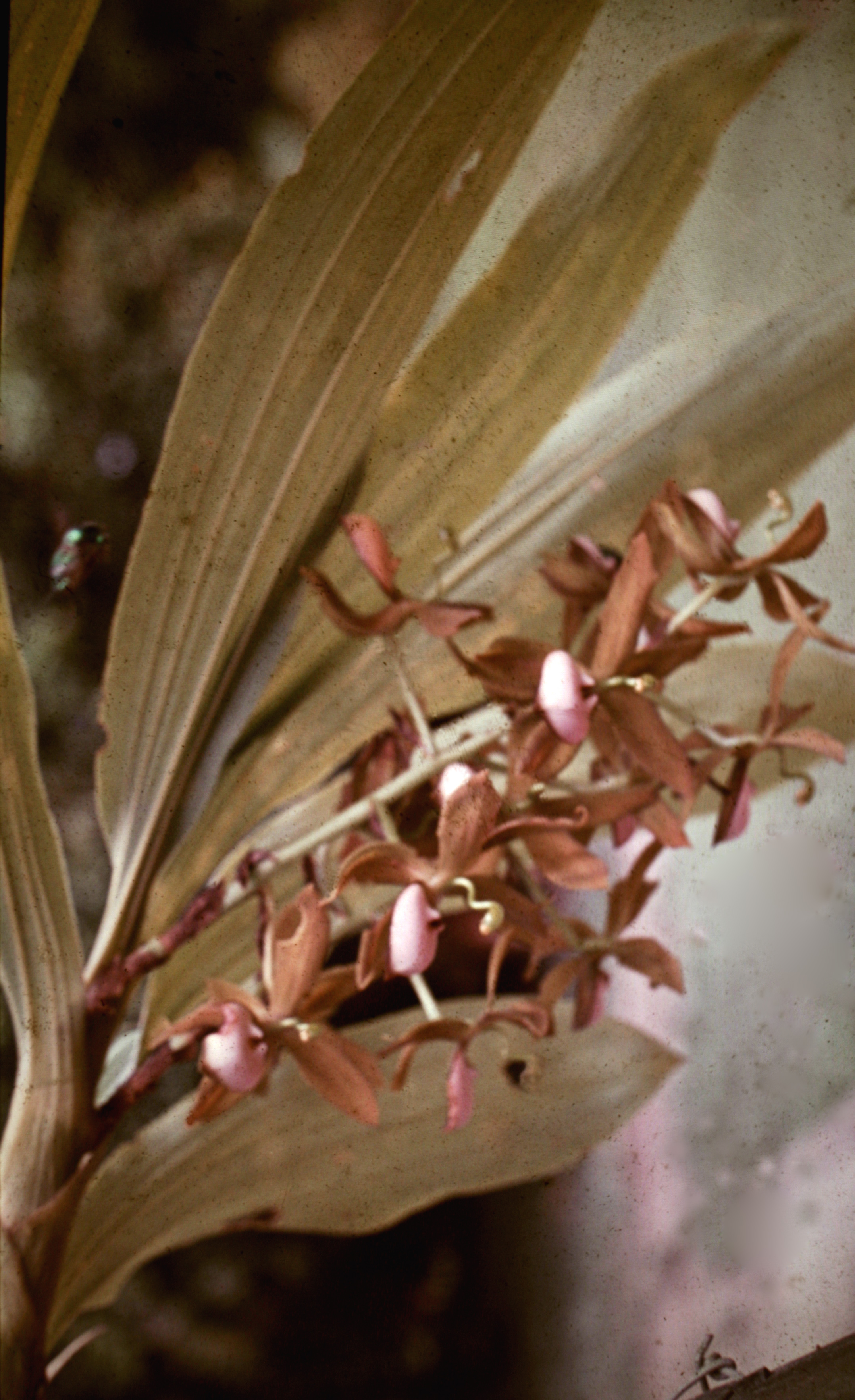